# Шпигун (фільм, 2012)
«Шпигун» — це російський художній фільм, екранізація книги Бориса Акуніна «Шпигунський роман». Закрита прем'єра відбулася 2 квітня. Дата виходу в прокат в Росії — 5 квітня 2012 року.

## Зміст
Фільм створено за мотивами твору Б.Акуніна «Шпигунський роман». 1941 рік, весна. Готуючи напад на Радянський союз, Гітлер вимагає абсолютної таємності та раптовості здійснення плану «Барбаросса». Але про яку секретність може йти мова, якщо на західних кордонах зосереджено понад п'ять мільйонів осіб Радянських військ і тисяча танків і літаків?! Їм повинна протидіяти не менша сила, потай зосередити яку неможливо. Голова армійської розвідки адмірал Канаріс вирішив дезінформувати Радянський уряд за допомогою найкращого агента «Абвера» Вассера. Старшому майору держбезпеки Октябрському і лейтенанту Доріну належить стати опонентами генія німецької розвідки.

## Ролі
| Актор                 | Роль                                                                  |
| --------------------- | --------------------------------------------------------------------- |
| Данило Козловський    | Єгор Дорін, головний позитивний герой фільму                          |
| Володимир Єпіфанцев   | агент «Вассер», він же старший лейтенант державної безпеки СРСР Коган |
| Федір Бондарчук       | Жовтневий - старший майор держбезпеки                                 |
| Сергій Газаров        | «Нарком» (Лаврентій Берія)                                            |
| Вікторія Толстоганова | Іраїда Петракович                                                     |
| Анна Чіповська        | Надя                                                                  |
| Андрій Мерзлікін      | Карпенко                                                              |
| Віктор Вержбицький    | Лежава, співробітник НКВД                                             |
| Катерина Мельник      | Любов Сєрова                                                          |
| Дмитро Назаров        | батько Наді                                                           |
| Михайло Філіппов      | «Вождь» (Йосип Сталін)                                                |
| Олексій Горбунов      | Селенцов, зв'язковий Вассера                                          |
| Борис Каморзін        | Лялін, шофер НКВД                                                     |
| Олександр Кузнєцов    | співробітник НКВД                                                     |
| Екі Хоффман           | Адольф Гітлер                                                         |
| Едгар Бельке          | адмірал Канаріс                                                       |
| Фелікс Шультесс       | водій адмірала Канаріса                                               |

## Відмінності від книги
- Місцем дії в книзі та фільмі є ідеалізована столиця СРСР, складена за проектами 1930-х років. У цій Москві побудований Палац Рад (хоча в реальності перед війною він тільки закладався і при цьому ніколи не був побудований), на Луб'янській площі встановлено пам'ятник Дзержинському (в реальності встановлений був пізніше — в 1950-х), а будівля НКВС за ним уже перебудовано за проектом Щусєва (насправді остаточно здійснений тільки до початку 1980-х)
- У фільмі показуються засоби телестеження, які були вперше використані спецслужбами СРСР вже після війни, відеоконференція адмірала Канаріса і Гітлера та окуляри нічного бачення. Всі ці технічні винаходи були в той період тільки в проектних стадіях розвитку.
- По фільму, радист Карпенко дає свідчення в спецлабораторії під дією «ліків». У книзі до лабораторії справа не доходить, Карпенко «розколовся» на місці.
- У фільмі Єгор Дорін проводить сеанси радіозв'язку з Абвером після зустрічі з Петракович під землею, десь поруч з метро, звідки він вибирається через каналізаційний люк. У книзі він знаходиться в ув'язненні в виселеному будинку, звідки тікає через під'їзд.
- У книзі жертвами підлаштованої НКВД аварії двоповерхового тролейбуса стали 82 пасажири, у фільмі число скоротили до 43 осіб.
- Головний герой Єгор Дорін, потрапивши в полон, проводить там всього один сеанс зв'язку. При цьому в книзі Дорін виявляється прикутим до ліжка бранцем на чотири тижні. Весь цей час він передає шифровані повідомлення в Абвер, а сама спецгрупа «Витівка» вважає його героїчно загиблим (після повернення Єгор виявляє на стенді «Вони загинули в славу Батьківщини» свою вицвілу на сонці фотографію).
- Під час допиту Когана, за словами лікаря, «об'єкт» може відповідати на питання не три, а двадцять три хвилини. Відповідно, він встигає сказати Октябрському і Дорину, що війна почнеться 22 червня, про що Октябрський відразу намагається доповісти Наркому, але той вже вилетів до командувачів округів.
- У фільмі зустріч Берії та Доріна відбувається в коридорі Центральної будівлі на Луб'янці, звідки Єгора виводять співробітники НКВС. Нарком вимагає вигнати його з органів, оскільки їм тут «не потрібні істерики». У книзі ж зустріч їх відбувається в кабінеті Октябрського віч-на-віч, і Берія постає куди більш спокійним. Вони з Доріним розбирають проблему зниклого Октябрського, а Нарком відгукується про Доріна з позитивної точки зору і з органів його ніхто не жене.
- Октябрський по книзі імовірно застрелився в телефонній будці, а у фільмі це показано, як реальний факт, причому упущений важливий підтекст — Октябрському циганка наворожила, що той помре рівно в 12 дня. І коли в кабінеті на Луб'янці б'є годинник, зв'язок переривається. Однак наприкінці фільму диктор говорить, що тіло Октябрського не було знайдено.
- У кінцівці фільму Дорін стверджує, що війна почнеться «завтра в четвертій ранку». По книзі до 22 червня залишається ще десять днів, на які Дорін збирається їхати у відпустку за порадою Наркома. У фільмі ж він знову зустрічається з Надією, а під час їхньої зустрічі звучить повідомлення про початок війни і говориться про подальшу долю Доріна, згадується про народження сина і про участь Доріна у спецоперації в 1942 році. Відповідно, кінцівка повністю створена сценаристами фільму. У книзі немає ні слова про майбутнє лейтенанта Доріна. Все, що ми знаємо — це його бажання піти з органів і повернутися в льотчики.
- «Книжковий» Дорін не розшифровує радіограми Вассера. Нарком (бувши сам в омані) переконує Єгора, що війни найближчим часом не буде.
- У фільмі Любов Сєрова та Октябрський танцюють спочатку танго, а потім сальсу. У той час як сальса виникла в 1970-х.
- У романі Сталін приймає Когана у своєму кремлівському кабінеті. У фільмі цей епізод гіперболізовано — зустріч проходить у величезному приміщенні на верхньому поверсі Палацу Рад. По книзі, Вассер «відключає» Берію на 15 хвилин під час зустрічі з Вождем. У фільмі Нарком просто йде, залишаючи Сталіна і Вассера одних, а Вассер розряджає ручку, що стріляє у вітраж на знак мирних намірів.

## Знімальна група
- Режисер — Олексій Андріанов
- Продюсер — Леонід Верещагін, Сергій Шумаков
- Сценарист — Володимир Валуцький
- Художник-постановник — Віктор Петров
- Оператор — Денис Аларкон-Рамірес
- Постановник трюків — Валерій Деркач